# L'Hospitalet - Av. Carrilet (métro de Barcelone)
L'Hospitalet - Av. Carrilet est une station de la ligne 8 du métro de Barcelone. Elle est située, au croisement du Rembla de la Marina avec l'avenue del Carrilet, sur le territoire de la ville de L'Hospitalet de Llobregat, dans l'Aire métropolitaine de Barcelone en Catalogne.
C'est une station de la FGC.

## Situation sur le réseau
Établie en souterrain, la station L'Hospitalet - Av. Carrilet de la ligne 8 du métro de Barcelone, est établie entre les stations, Sant Josep, en direction de Plaça Espanya, et Almeda, en direction de Ciutat Cooperativa.
La ligne 8 et la station L'Hospitalet - Av. Carrilet, sont situées en dessous et perpendiculairement à la ligne 2 et sa station Avinguda Carrilet. Les deux stations sont reliées par des cheminements piétons souterrains.

## Histoire

### Gare en surface
Elle est mise en service en 1912 et détruite lors de la mise en souterrain de la ligne.

### Station en souterrain
La station souterraine L'Hospitalet - Av. Carrilet est mise en service le 9 juillet 1985.